# Милтијадис Тентоглу
Милтијадис Тентоглу (грч. Μιλτιάδης Τεντόγλου; Гревена 18. март 1998) је грчки атлетичар који се такмичи у скоку удаљ.

## Каријера
Учествовао је на Светском првенству за младе у атлетици 2015. и освојио сребрну медаљу на ИААФ Светском првенству до 20 година 2016.
Освојио је златну медаљу на Олимпијским играма у Токију 2020. скоком од 8,41 метар. У 2022. години Тентоглоу је постао светски шампион у дворани прескочивши 8,55 метара што је грчки рекорд у дворани, те га ставља на шесто место на светској листи свих времена у дворани. Има лични рекорд од 8,60 м, и тренутни је грчки рекордер у дворани (август 2022).
Освајао је титулу првака Европе четири пута узастопно: на Европском првенству 2018, Европском првенству у дворани 2019, Европском првенству у дворани 2021 и Европском првенству 2022.

## Значајнији резултати
| Датум | Такмичење                         | Место          | Пласман  | Резултат |
| ----- | --------------------------------- | -------------- | -------- | -------- |
| 2015  | Светско првенство за мл. јуниоре  | Кали           | 5.       | 7.66 m   |
| 2016  | Светско првенство за јуниоре      | Бидгошч        | 2.       | 7.91 m   |
| 2016  | Олимпијске игре                   | Рио де Жанеиро | 27. (кв) | 7.64 m   |
| 2017  | Првенство Грчке                   | Патрас         | 1.       | 8.30 m   |
| 2017  | Европско првенство за јуниоре     | Гросето        | 1.       | 8.07 m   |
| 2017  | Светско првенство                 | Лондон         | 19. (кв) | 7.79 m   |
| 2018  | Светско првенство у дворани       | Бирмингем      | 9.       | 7.82 m   |
| 2018  | Европско првенство                | Берлин         | 1.       | 8.25 m   |
| 2018  | Континентални куп                 | Острава        | 2.       | 8.00 m   |
| 2019  | Европско првенство у дворани      | Глазгов        | 1.       | 8.38 m   |
| 2019  | Европско екипно првенство         | Бидгошч        | 1.       | 8.30 m   |
| 2019  | Европско првенство за мл. сениоре | Јевле          | 1.       | 8.32 m   |
| 2019  | Светско првенство                 | Доха           | 10.      | 7.79 m   |
| 2021  | Европско првенство у дворани      | Торуњ          | 1.       | 8.35 m   |
| 2021  | Олимпијске игре                   | Токио          | 1.       | 8.41 m   |
| 2022  | Светско првенство у дворани       | Београд        | 1.       | 8.55 m   |
| 2022  | Светско првенство                 | Јуџин          | 2.       | 8.32 m   |
| 2022  | Европско првенство                | Минхен         | 1.       | 8.52 m   |